# Xã Forest City, Quận Meeker, Minnesota
Xã Forest City (tiếng Anh: Forest City Township) là một xã thuộc quận Meeker, tiểu bang Minnesota, Hoa Kỳ. Năm 2010, dân số của xã này là 653 người.